# Tratado de Senlis (1493)
El tratado de Senlis de 1493 fue un acuerdo de paz firmado por Francia, el Sacro Imperio Romano Germánico y los Países Bajos, en el que se pactaba la devolución del Franco Condado y el Artois al imperio.

## Antecedentes

Reparto de las tierras borgoñonas entre Francia y los Habsbugo entre 1477 y 1493. Los cambios debidos al Tratado de Senlis aparecen a rayas.

En 1482 se firmó el Tratado de Arrás mediante el cual se pactaba la boda entre el delfín de Francia Carlos VIII y Margarita de Austria, hija del emperador Maximiliano del Sacro Imperio Romano Germánico. La novia fue enviada a la corte francesa, y como parte de su dote, Charolais, Artois y el Franco Condado pasaron a manos de Francia. Sin embargo, la boda no llegó nunca a celebrarse: en 1493 Carlos renunciaba al tratado de Arras y contraía matrimonio con Ana de Bretaña, después de su triunfo en la Guerra loca.

## El tratado
El 23 de mayo de 1493 los representantes de Francia y del Sacro Imperio Romano, reunidos en la localidad francesa de Senlis, firmaron un tratado cuyos términos incluían:
- Acuerdo de paz entre ambas potencias firmantes.
- Francia devolvería Artois (sin el Condado de Boulogne y las fortalezas de Hesdin, Lens y Thérouanne), el Franco Condado (incluyendo el señorío de Salins-les-Bains)[1] y el Charolais al Sacro Imperio Romano Germánico.
- La villas de Château-Chinon (incluía Campagne), Chaussin, Laperrière-sur-Saône y Noyers-sur-Serein. Pasan a Felipe el Hermoso.[2] A su muerte en 1506 serán heredadas por su hermana Margarita de Austria.

El tratado sería ratificado posteriormente por el rey de Francia Carlos VIII, por el emperador del Sacro Imperio Romano Germánico Maximiliano I y por el hijo de éste, Felipe, señor de los Países Bajos.

## Consecuencias
El tratado de Senlis, junto al  tratado de Étaples (1492) en el que Inglaterra y Francia acordaban la paz, y al tratado de Barcelona (1493) en el que España garantizaba su neutralidad en territorio italiano, dejaba a Carlos VIII el camino preparado para la conquista del reino de Nápoles. En 1494 los ejércitos franceses se adentraron en la península italiana dando comienzo a la primera guerra italiana.